# 杜罗河畔卡斯特里略
杜罗河畔卡斯特里略（西班牙語：Castrillo de Duero）是西班牙卡斯蒂利亚-莱昂巴利亚多利德省的一个市镇。总面积26平方公里，总人口179人（2001年），人口密度7人/平方公里。